# Euvy
Euvy (1793–1800 mit der Schreibweise Oeuvy) ist eine französische Gemeinde mit 79 Einwohnern (Stand: 1. Januar 2022) im Département Marne in der Region Grand Est (bis 2015 Champagne-Ardenne). Sie gehört zum Arrondissement Épernay und zum Gemeindeverband Sud Marnais. Die Bewohner werden Euvyots genannt.

## Geografie
Die Gemeinde Euvy liegt 25 Kilometer östlich von Sézanne, 40 Kilometer südwestlich von Châlons-en-Champagne und etwa 120 Kilometer östlich von Paris in der Champagne sèche, der „trockenen Champagne“. Das Gemeindegebiet von Euvy hat keine oberirdischen Fließgewässer. Es liegt auf der Wasserscheide zwischen den Flusssystemen der Marne im Osten und der Seine im Westen. Im äußersten Südwesten berührt die Gemeinde das Rinnsal Maurienne, das in heißen Sommern versiegt, bei starken Niederschlägen aber das Wasser des leicht nach Südwesten geneigten Bodenreliefs der Gemeinde Euvy aufnimmt und über die Superbe zur Aube ableitet. Das 14,38 km² umfassende Gemeindegebiet ist fast baumlos und von großflächigen Äckern auf überwiegend flachem Terrain geprägt. Umgeben wird Euvy von den Nachbargemeinden Fère-Champenoise im Norden, Connantray-Vaurefroy im Osten, Gourgançon im Süden sowie Corroy im Westen.

## Geschichte
Der Ort tauchte erstmals im Jahr 1114 unter dem lateinischen Namen Capella Aquatici auf.
Euvy wurde mehrmals von durchreisenden Söldnern in Mitleidenschaft gezogen. So kostete es 1814 21 Dorfbewohner das Leben, als Kosaken napoleonische Truppen verfolgten. 1940 starben hier 40 Soldaten bei Kämpfen, nachdem die Bevölkerung evakuiert worden war.
1880 wurde in Euvy eine große Molkerei gegründet. Sie wurde 1950 nach Fère-Champenoise verlegt. Die Molkerei in Euvy hatte das erste Telefon und das erste Auto im Dorf.
Durch eine Verordnung der Präfektur vom 10. August 1931 könnten in Euvy produzierte Weine die geschützte Herkunftsbezeichnung Zone d’Appellation Champagne in der Weinbauregion Champagne führen, was zur Herstellung der Grundweine für Champagner berechtigen würde. In der Gemeinde gibt es aber keine Reben – die fast steppenartige flache Landschaft lässt hier keinen erfolgreichen Weinbau zu. Der Flurname les Vignes (die Reben) im Südosten der Gemeinde lässt darauf schließen, dass es in einer früheren feuchteren Klimaperiode Weinbau gab. Heute liegt der nächste Winzerbetrieb etwa 20 Kilometer nordwestlich in Allemant (Weinbaugebiet Côte de Sézanne).

### Bevölkerungsentwicklung
| Jahr      | 1962 | 1968 | 1975 | 1982 | 1990 | 1999 | 2006 | 2013 | 2021 |
| Einwohner | 192  | 163  | 142  | 130  | 112  | 101  | 86   | 84   | 79   |

Im Jahr 1836 wurde mit 312 Bewohnern die bisher höchste Einwohnerzahl ermittelt. Die Zahlen basieren auf den Daten von cassini.ehess und INSEE.

## Sehenswürdigkeiten
- Kirche Saint-Sébastien aus dem 12. Jahrhundert, Monument historique seit 1915[5]
- Wasserturm am Nordostrand des Dorfes
- zwei Wegkreuze

Kirche Saint-Sébastien
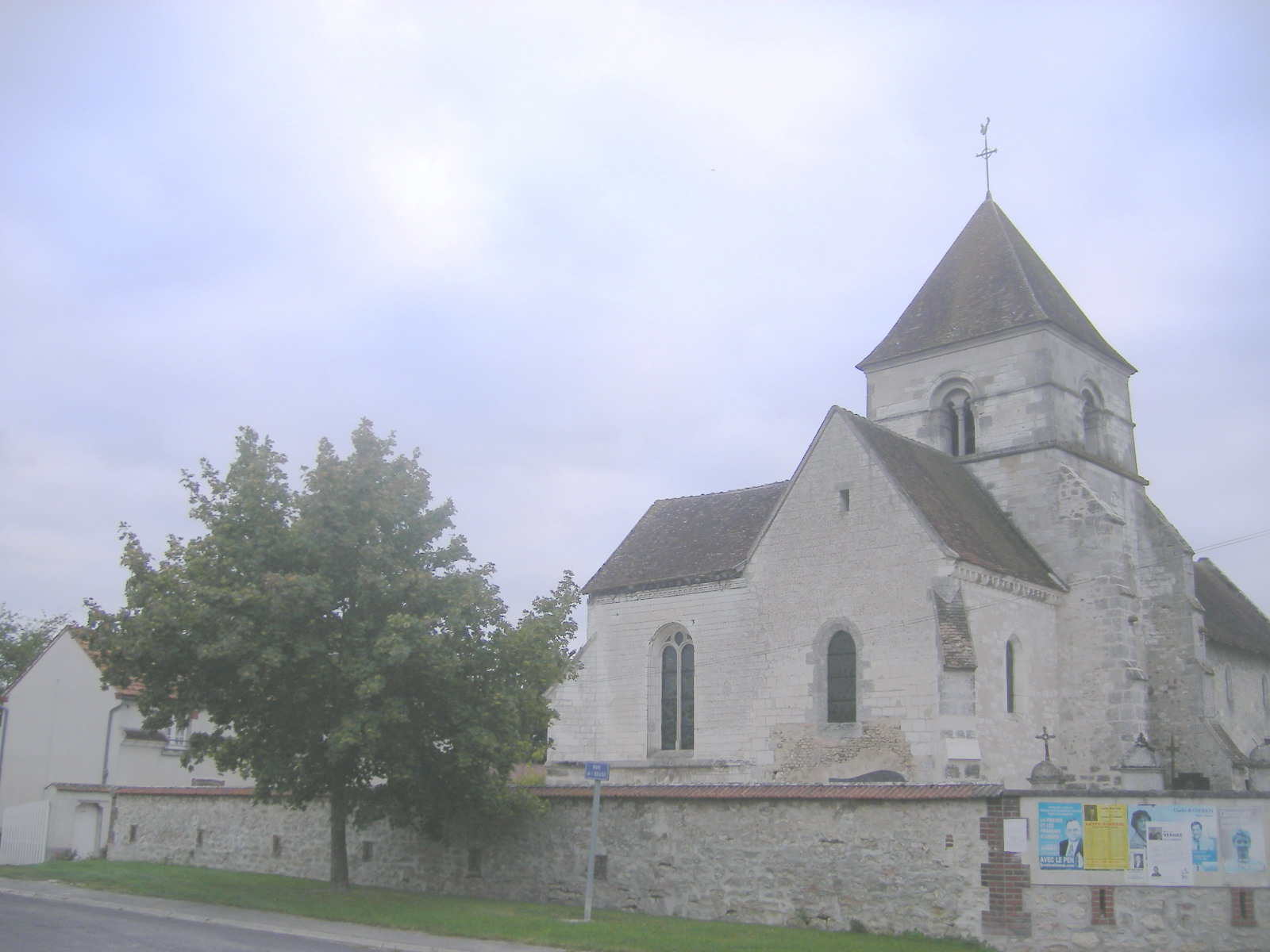
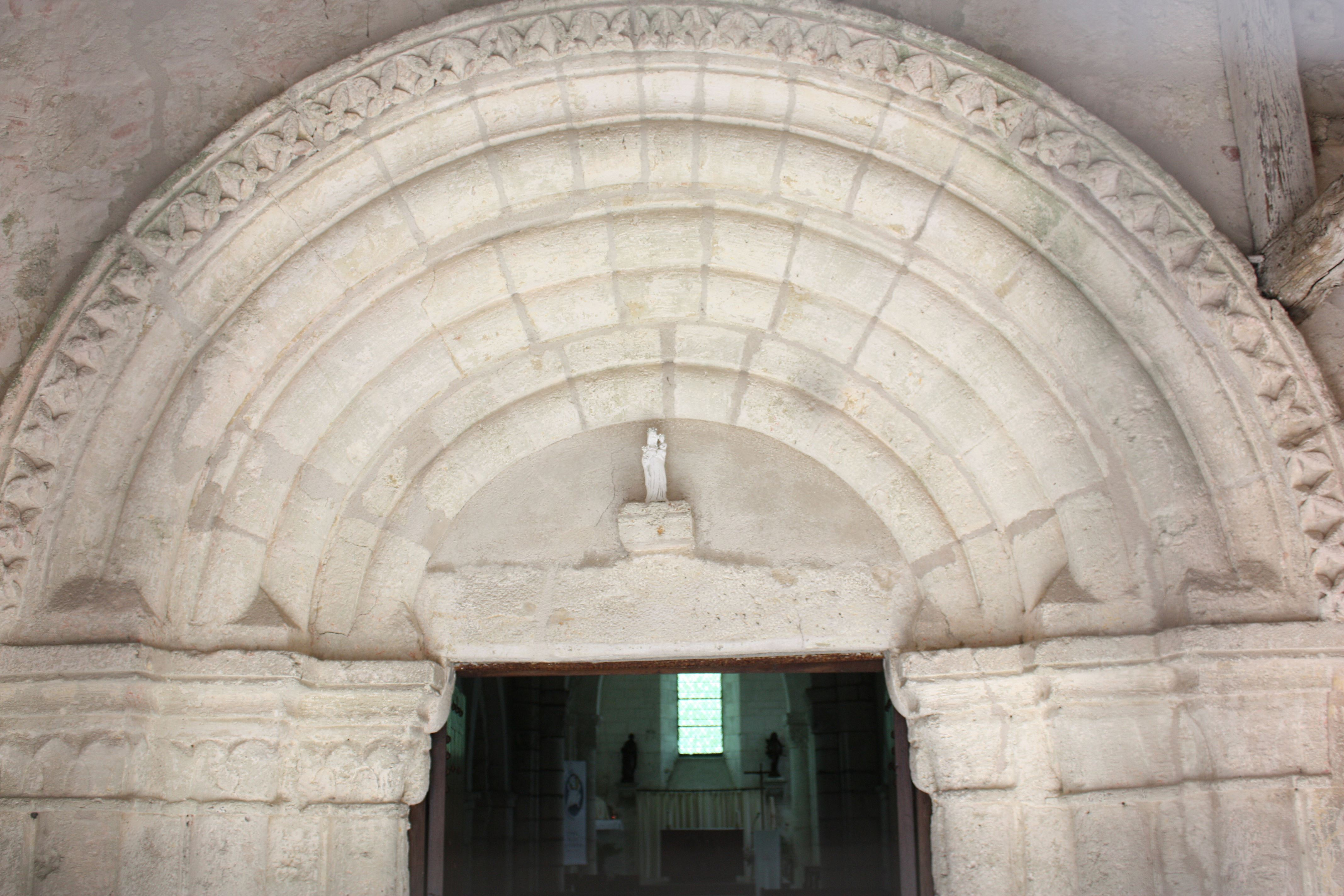

## Wirtschaft und Infrastruktur
In Euvy sind 13 Landwirtschaftsbetriebe ansässig (Anbau von Getreide, Hülsenfrüchten, Ölsaaten). Im Nordwesten der Gemeinde Euvy stehen sechs der 18 Windkraftanlagen eines interkommunalen Windparks.
Durch die Gemeinde Euvy führt die Straße D 43 von Fère-Champenoise nach Gourgançon. Vier Kilometer nördlich von Euvy verläuft die teilweise autobahnartig ausgebaute Route nationale 4 von Paris nach Nancy.

## Belege
1. ↑  Euvy auf cassini.ehess.fr
2. ↑  Kurzer Geschichtsabriss auf der Präsentation des Gemeindeverbandes (französisch)
3. ↑  Euvy auf cassini.ehess
4. ↑  Euvy auf INSEE
5. ↑  Kirche in der Base Mérimée des französischen Kulturministeriums (französisch)
6. ↑  Landwirtschaftsbetriebe auf annuaire-mairie.fr (französisch)